# 城陽カントリー倶楽部
城陽カントリー倶楽部（じょうようカントリーくらぶ）は、京都府城陽市寺田奥山に広がるゴルフ場である。

## 概要
城陽カントリー倶楽部は、1958年（昭和33年）9月11日、新たなゴルフ場建設に向け、母体会社「日本観光ゴルフ株式会社」を設立、社長には戦前の「大阪ゴルフクラブ」（大阪府泉南郡岬町、1937年（昭和12年）開場）以来、関西の多くのゴルフ場の創建に関わった寺田甚吉が就任した。
建設用地は、久世郡城陽町字寺田奥山を買収、旧陸軍長池演習場（陸上自衛隊中部方面隊 京都府（城陽市）、（陸上自衛隊の演習場一覧））に続く傾斜地である。寺田が目指したのは廣野ゴルフ倶楽部であり、名門ゴルフ場としてスタートした。コース設計は、佐藤儀一に依頼した。クラブハウスの設計は、廣野ゴルフ倶楽部のクラブハウスを設計した渡辺節に依頼した。
1958年（昭和33年）9月26日、工事を清水建設株式会社に依頼し着工した。1959年（昭和34年）7月23日、東コースの18ホールのゴルフ場が開場、その翌年、1960年(昭和35年)7月9日、西コースの18ホールのゴルフ場が完成、同年7月10日、開場され、東西コースの36ホール規模のゴルフ場が完成した。当時は、2グリーン全盛期で、佐藤儀一は36ホールを高麗芝1グリーンで造った。第1打は広いフェアウェイに、そこから小さな砲台グリーンに、グリーンを囲むバンカーはアリソンの廣野型である。
ゴルフ場は丘陵コースで、東西両コースとも特徴的で、東コースはフェアウェイの幅も広く、距離も長くのびのびとプレー出来るコースで、西コースは距離的には短いが、自然を生かした起伏に富んだフェアウェイ、バンカーも効果的で難しい技術を要求するコースである。
2022年（令和4年）、日本の女子プロゴルフメジャー大会にして日本女子プロゴルフ協会主催競技でもある第55回 日本女子プロゴルフ選手権大会を開催予定である。

## 歴史
- 1958年（昭和33年）
  - 9月11日 - 「日本観光ゴルフ株式会社」設立
  - 9月26日 - 地鎮祭
- 1959年(昭和34年)7月23日 - 東コース18ホール6,877ヤード、パー72 開場
- 1960年(昭和35年)
  - 2月17日 - キャディ宿舎完成
  - 3月31日 - 西コース18ホール完成
  - 7月10日 - 西コース18ホール6,347ヤード、パー71 開場、36ホール規模となる
- 2009年(平成21年)2月11日 - クラブハウス改修工事竣工 [5]

## 所在地
〒610-0121 京都府城陽市寺田奥山1-46番地

## コース情報
- 開場日 - 1959年7月23日
- 設計者 - 佐藤 儀一
- 面積 - 1,820,000m2（約55.0万坪）
- コースタイプ - 丘陵コース
- コース - 36ホールズ、パー143（東コース72、西コース71）、13,224ヤード（東コース7,014ヤード、西コース6,241ヤード）、コースレート東コース75.1、西コース71.0
- グリーン - 1グリーン、ベント（ペンクロス）
- フェアウエイ - コーライ
- ラフ -ノシバ
- ハザード - バンカーの170、池が絡むホール6
- プレースタイル - 乗用カート(5人乗り)、自走式、全組キャディ付き
- 練習場 - 20打席 270ヤード
- 休場日 - 毎週月曜日、12月31日、1月1日[3]

## クラブ情報
- ハウス面積 - 3,630m2（1,098坪）
- ハウス設計 - 渡辺 節
- ハウス施工 - 清水建設株式会社[3]

## ギャラリー
- コース - 「城陽カントリー倶楽部」、コース案内
- ハウス - 「城陽カントリー倶楽部」、レストラン

## 交通アクセス
鉄道
- 近鉄京都線 - 寺田駅よりクラブバス
- 学研都市線（JR西日本） - 松井山手駅より

道路
- 新名神高速道路 - 城陽JCTより km 約分
- 京滋バイパス - 宇治東IC[6]

## メジャー選手権
- 2022年（令和4年） - 第55回 日本女子プロゴルフ選手権大会開催予定[4]

## エピソード
- 「日本観光ゴルフ株式会社」の社長・寺田甚吉、コースが完成するまでの3年間、コース近くに住居を移しゴム長、ジャンパー姿でコース造りに熱中した。そして、17年間キャプテン、社長を勤め、城陽カントリー倶楽部のロゴ、エンブレムを作った[7]。
- 寺田甚吉は、クラブハウスのデザインについて、廣野ゴルフ倶楽部の様なスペイン風のデザインを計画し渡辺節に設計を依頼したが、「京都には日本風が似合う」との寺田二世の考えを取り入れた[7]。

## 関連文献
- 『全国ゴルフ・コース案内 関西篇』、「城陽カントリー倶楽部」、水谷準著、東京 ベースボール・マガジン社、1963年、2020年12月28日閲覧
- 『ゴルフ場ガイド 西版』2006-2007、「城陽カントリー倶楽部（京都府）」、東京 ゴルフダイジェスト社、2006年5月、2020年12月28日閲覧
- 『月刊ゴルフマネジメント』、「ゴルフ倶楽部を考える(第250回)城陽カントリー倶楽部の創設 日本ゴルフコース100年史」、井上勝純著、東京 一季出版、2007年2月、2020年12月28日閲覧
- 『美しい日本のゴルフコース BEAUTIFUL GOLF CULTURE IN JAPAN : 日本のゴルフ110年記念 ゴルフは日本の新しい伝統文化である』、ゴルフダイジェスト社「美しい日本のゴルフコース」編纂委員会編、「城陽カントリー倶楽部」、東京 ゴルフダイジェスト社、2013年12月、2020年12月28日閲覧